# Графство Вартенберг-Рот
Графств Вартенберг-Рот (нем. Grafschaft Wartenberg-Roth, нем. Reichsgrafschaft Wartenberg-Roth) — существовавшее с 1803 по 1806 г. графство в составе Священной Римской империи.

## История
В 1803 г. по заключительному постановлению имперской депутации имперское аббатство Рот-ан-дер-Рот было секуляризовано и передано графу Людвигу фон Вартенберг-Роту в качестве компенсации за графство Вартенберг на левом берегу Рейна, которое семья Кольб фон Вартенберг потеряла из-за Люневильского мира. Образованное таким образом графство Вартенберг-Рот включало 13 деревень и деревушек. Для управления имением было образовано Вотчинное Обервогтейамт Рот-ан-дер-Рот.
Поскольку граф Людвиг фон Вартенберг-Рот не имел потомков мужского пола, 4 декабря 1804 г. он усыновил своих сводных племянников — братьев Франца Карла Фридриха Людвига Вильгельма графа цу Эрбах-Эрбах и Франца Георга Фридриха Христиана Эгинхарда графа цу Эрбах-Эрбах с правом наследования Вартенберг-Рота. Приставка к фамилии и герб были даны им 20 января 1806 г. в Вене.
В 1806 г. в рамках создания Рейнского союза графство было медиатизировано и разделено между королевствами Бавария и Вюртемберг.:
- территория вокруг Марии Штайнбах в качестве амта Штайнбах перешла к Бавария, баварская часть входила в состав ландгерихта Грёненбах как амт Штайнбах. Как вотчинный суд Штайнбах, в 1812 г. он включал деревню и три деревушки с 63 семьями:[3] Кардорф и Энгельгарц и Штайнбах.[4]
- ядро владений графства перешла к Вюртембергу, включая Беркхайм (частично), Хаслах, Кирхдорф-ан-дер-Иллер (частично), Рот-ан-дер-Рот, Шпиндельваг и Кирхберг-ан-дер-Иллер. Доставшиеся владения были в основном отнесены к оберамту Лойткирх, Кирхберг частично находился в оберамте Биберах.[5] Небольшие владения также находились в оберамтах Вальдзее и Лаупхайм.

Граф Людвиг фон Вартенберг-Рот сохранил в прежнем графстве за собой обширные особые права в качестве регистратора.
14 ноября 1808 года князь Клеменс фон Меттерних и граф Вартенберг-Рот заключили договор, по которому ежегодная рента в размере 8150 ф.ст. была заменена на реальные права с годовым доходом в 6000 ф. ст. В результате граф Вартенберг-Рот получил охотничьи права князя в графстве, деревню Эргах с Хальденхаусом, Оксенхаузенский антейл в Айхенберге, Грабенмюле, Бехтенрот (Оберамт Биберах), оксенхаузенский Антейл в Эмишальдене (Оберамт Биберах), десятину в Вальтенхофене, ферму в Вирренвайлере, 1200 акров лесных массивов с правом охоты и рыбалки, а также право охоты в свободном владении Беммельбергского леса Герен. Последующее судебное подтверждение этого договора было получено 12 июня 1833 г. королевским судом по Дунайскому округу. В королевстве Бавария вотчинный суд был отменена до 1848 г.
В 1818 г. Людвиг фон Вартенберг-Рот умер. В 1820 г. Карл цу Эрбах-Эрбах, как штатгальтер вотчины с титулом княжества (нем. Standesherrschaft ) Вартенберг-Рот, имел полный голос в первой палате вюртембергских земских штатов. Для баварской части графства он был потомственным членом Палаты государственных советников. После смерти последнего его сын Эберхард XV унаследовал поместье цу Эрбах-Эрбах, в 1844 г. он продал поместье, но в 1858 году снова приобрел его. Однако правительство Вюртемберга считало, что мандат в земских штатах истек в 1844 г. и не был восстановлен путем выкупа